# Dipartimento di Assoungha
Il dipartimento di Assoungha è un dipartimento del Ciad facente parte della provincia di Ouaddaï. Il capoluogo è Adré.

## Comuni
Il dipartimento comprende i seguenti comuni:
- Adré
- Borota
- Hadjer Hadid
- Mabrone
- Molou
- Tourane